# Ectopoglossus astralogaster
Ectopoglossus astralogaster es una especie de anfibio anuro de la familia Dendrobatidae. Esta especie solo se ha encontrado en el cerro Brewster en Panamá  entre los 700 y 900 m sobre el nivel del mar. Se sabe muy poco de esta especie, pero se encontró junto a ríos en bosques premontanos. Se cree que se reproduce como otras especies de su género, pone los huevos entre la hojarasca del bosque, los machos protegen la puesta y una vez ecolosionan los huevos, los llevan al agua cargados a su espalda.
El holotipo de Ectopoglossus astralogaster, de una hembra adulta, mide 22 mm.

## Publicación original
- Myers, Ibáñez, Grant & Jaramillo, 2012: Discovery of the frog genus Anomaloglossus in Panama, with descriptions of two new species from the Chagres Highlands (Dendrobatoidea: Aromobatidae). American Museum Novitates, n.º 3763, p. 1-19.